# 30. новембар
30. новембар (30.11.) је 334. дан године по грегоријанском календару (335. у преступној години). До краја године има још 31 дан.

## Догађаји
- 1609 — Галилео Галилеј је по први пут посматрао и направио цртеже Месеца путем свог телескопа.
- 1700 — У бици код Нарве шведске трупе краља Карла XII победиле надмоћнију руску војску Петра I. У бици погинуло око 10.000 Руса и 600 Швеђана. На исти дан 1718. Карло XII, шведски "краљ ратник", симбол националног јунаштва, погинуо при нападу на Норвешку.
- 1782 — Велика Британија и САД потписале примирје и тиме завршен Амерички рат за независност.
- 1838 — Мексико објавио рат Француској, која је три дана раније окупирала град Веракруз.
- 1853 — Русија у Кримском рату уништила турску флоту у бици код црноморске луке Синопе.
- 1872 — У Глазгову одиграна прва фудбалска утакмица две репрезентације, Енглеске и Шкотске. Меч завршен резултатом 0:0.
- 1939 — Више од 20 совјетских дивизија нападом на Финску почело совјетско-фински "Зимски рат", окончан мировним уговором у марту 1940, којим је Финска принуђена да се одрекне Карелијске превлаке и града Виборг на истоку земље.
- 1967 — Протекторат Јужне Арабије и Федерација Јужне Арабије састављена од 17 султаната, стекли независност после 128 година британске колонијалне владавине и формирали Јужни Јемен, која је на исти дан 1970. добила назив Народна Демократска Република Јемен.
- 1975 — Афричка држава Дахомеј променила назив у Народна Република Бенин.
- 1995 — Савет безбедности Уједињених нација једногласно усвојио одлуку да 31. јануара 1996. буде окончана троипогодишња мировна мисија у Босни и Херцеговини.
- 1996 —

- Око 150.000 људи протестовало на улицама Београда због поништења изборне победе опозиционе коалиције "Заједно" на локалним изборима.
- Влада и побуњеници у афричкој држави Сијера Леоне потписали споразум о окончању шестогодишњег грађанског рата.

- 1999 — Путнички брод с 302 путника преврнуо се близу источне кинеске обале. Несрећу преживеле 22 особе.
- 2000 — У Пјонгјангу се срели рођаци из Северне и Јужне Кореје, који су близу педесет година били раздвојени.
- 2002 — Турска је укинула 15 година дуго ванредно стање на југоистоку државе, чиме је завршена ера сукоба турских снага и курдских сепаратиста, током којих је погинуло око 30.000 особа.

## Рођења
- 1508 — Андреа Паладио, италијански архитекта. (прем. 1580)
- 1667 — Џонатан Свифт, ирски књижевник, сатиричар, есејиста и писац памфлета. (прем. 1745)
- 1813 — Шарл Валентин Алкан, француски композитор и пијаниста. (прем. 1888)
- 1825 — Вилијам Адолф Бугро, француски сликар. (прем. 1905)
- 1835 — Марк Твен, амерички књижевник. (прем. 1910)[1]
- 1869 — Густаф Дален, шведски индустријалац, инжењер и проналазач, добитник Нобелове награде за физику (1912). (прем. 1937)
- 1874 — Винстон Черчил, енглески политичар, официр, историчар, писац и сликар, премијер Уједињеног Краљевства (1940—1945, 1951—1955). (прем. 1965)
- 1888 — Ралф Хартли, амерички електроничар и проналазач. (прем. 1970)
- 1915 — Хенри Тауб, канадско-амерички хемичар, добитник Нобелове награде за хемију (1983). (прем. 2005)
- 1920 — Вирџинија Мејо, америчка глумица и плесачица. (прем. 2005)[2]
- 1928 — Драган Лукић, српски писац и песник. (прем. 2006)
- 1937 — Ридли Скот, енглески редитељ и продуцент.
- 1940 — Јован Радовановић, српски музичар, комичар и глумац.
- 1943 — Теренс Малик, амерички редитељ, сценариста и продуцент.
- 1943 — Снежана Никшић, српска глумица. (прем. 2022)
- 1945 — Роџер Главер, британски музичар, најпознатији као басиста групе Deep Purple.
- 1945 — Били Дрејго, амерички глумац. (прем. 2019)
- 1946 — Марина Абрамовић, америчко-српска уметница перформанса.
- 1955 — Били Ајдол, енглески музичар и глумац.
- 1958 — Миодраг Јешић, српски фудбалер и фудбалски тренер. (прем. 2022)
- 1960 — Гари Линекер, енглески фудбалер.
- 1965 — Алдаир, бразилски фудбалер.
- 1965 — Бен Стилер, амерички глумац, комичар, редитељ, сценариста и продуцент.
- 1966 — Дејвид Николс, енглески књижевник и сценариста.
- 1968 — Лоран Жалабер, француски бициклиста.
- 1977 — Оливије Шенфелдер, француски уметнички клизач.
- 1978 — Гаел Гарсија Бернал, мексички глумац, редитељ, сценариста и продуцент.
- 1979 — Андрес Носиони, аргентински кошаркаш.
- 1982 — Елиша Катберт, канадска глумица и модел.
- 1983 — Дада, српски репер.
- 1984 — Најџел де Јонг, холандски фудбалер.
- 1984 — Алан Хатон, шкотски фудбалер.
- 1985 — Кејли Квоко, америчка глумица.
- 1986 — Џордан Фармар, амерички кошаркаш.
- 1990 — Магнус Карлсен, норвешки шахиста[3]
- 2006 — Лазар Јовановић, српски фудбалер.

## Смрти
- 1900 — Оскар Вајлд, ирски књижевник. (рођ. 1854).
- 1935 — Фернандо Песоа, португалски песник. (рођ. 1888).
- 1939 — Бела Кун, мађарски револуционар.
- 1955 — Јосип Славенски, југословенски композитор. (рођ. 1896).
- 1957 — Паја Јовановић, српски сликар. (рођ. 1859).

— Марија Јурић Загорка је била хрватска књижевница и новинарка
- 1977 — Милош Црњански, књижевник и један од најзначајнијих стваралаца српске литературе XX века. (рођ. 1893).
- 1988 — Александар Дероко, српски архитекта (рођ. 1894)
- 1990 — Владимир Дедијер, академик, публициста и новинар
- 2003 — Гертруда Едерли, америчка пливачица. Прва жена која је препливала Ламанш, 1926.
- 2008 — Јерн Уцон, дански архитект чије је најпознатије дјело Сиднејска опера.
- 2009 — Милорад Павић, српски писац. (рођ. 1929)
- 2013 — Пол Вокер, амерички глумац. (рођ. 1973)

## Празници и дани сећања
Српска православна црква данас слави
- Свети Григорије Чудотворац
- Преподобни Никон Радоњешки
- Преподобни Генадије Ватопедски
- Свети Севастијан Џексонски
- Свети Максим, патријарх Цариградски
- Свети преподобни Лазар Иконописац
- Свети Захарије кожар и Јован
- Свети мученици Гоброн (Михаило) и осталих 133 војника с њим
- Свети Генадије, патријарх цариградски
- Свети преподобни Јустин
- Свети препододобни Јован Дермокаит
- Свети преподобни Лонгин